# فاسيلي تكاتشوك
فاسيلي تكاتشوك قاتل متسلسل روماني استدرج الضحايا ثم قتلهم بفأس صنعه خصيصًا. كان الدافع الأساسي هو السرقة. في 7 سبتمبر 1935 عثر كلب على ست جثث تحت منزله في ياش. كان بالفعل في السجن بتهمة السطو والسرقة. اعترف بارتكاب 26 جريمة قتل على الأقل. قُتل برصاص شرطي أثناء محاولته الهرب أثناء إعادة بناء إحدى جرائمه.